# Michael Wilde
Michael Wilde (ur. 27 sierpnia 1983 w Birkenhead) – walijski piłkarz urodzony w Anglii, pomocnik występujący w klubie Gap Connah’s Quay F.C.